# مصطفى ملائكة
مصطفى ملائكة (مواليد 21 مايو 1986 في المدينة المنورة، السعودية)، لاعب كرة قدم سعودي يلعب حالياً في نادي نيوم. لعب سابقاً لأندية الأنصار والإتحاد ونادي هجر والفتح والفيصلي والمنتخب السعودي.
في عام 2016 وقع مع لنادي الفيصلي، وفي 11 يوليو 2022 أُعلن عن تعاقده مع نادي الفتح لمدة موسمين. وأعير إلى نادي الشباب مطلع عام 2024 وانتقل إلى نادي نيوم في صيف عام 2024.

## الإنجازات
- كأس خادم الحرمين الشريفين 2020–21.